# Šašovice
Šašovice (s předložkou 2. pád do Šašovic, 6. pád v Šašovicích, německy Schaschowitz) jsou vesnice a místní část Želetavy. Žije zde 145 obyvatel.

## Geografická charakteristika
Katastrální území Šašovic leží v Kraji Vysočina v okrese Třebíč. Na severu sousedí s Želetavou, na východě s Horkami, na jihu s Martínkovem a na západě s Meziříčkem.
Šašovice se rozkládají zhruba ve střední části svého území. Nadmořská výška zastavěné části obce se pohybuje mezi 552 a 570 m n. m. Na severu se území Šašovic zvedá nejvýše v trati Horní díl (607 m) nad údolím Želetavky, na východě v zalesněném kopci Horka (626 m) a podobně při jižních hranicích (kopec Hory 623 m). Na samém jihu území obce se terén snižuje až k 550 m v údolí potoka, levého přítoku Rokytky. Územím obce protéká Šašovický potok, přítok řeky Želetavky; napájí rybníky Podhájský (1,1 ha), Lihovarský (Hříbě, 1,7 ha) a Sokol (1,8 ha) u Sokolova mlýna při hranicích s Meziříčkem.
Na silniční síť jsou Šašovice napojeny silnicí č. III/11272, která se na severovýchodě spojuje se silnicí č. I/38 a na jihozápadě v Meziříčku se silnicí č. III/11271.

## Název
Jméno vesnice bylo odvozeno od osobního jména Šaš, což byla varianta jména Šach (od nějž pochází jméno Šachu u Dačic). Výchozí tvar Šašovici byl vlastně pojmenováním obyvatel vsi s významem "Šašovi lidé".

## Historie
První písemná zmínka o Šašovicích pochází z roku 1350 (de Schessowicz). Slovanské osídlení Šašovicka prokazuje nález keramiky u Sokolova mlýna.
Z hlediska územní správy byly Šašovice vedeny v letech 1869–1930 jako obec v okrese Dačice, v roce 1950 jako obec v okrese Moravské Budějovice a od roku 1961 jako část Želetavy v okrese Třebíč. V roce 2017 byl rozšířen výrobní závod společnosti Milacron v obci.
V roce 2017 byla postavena třetí průmyslová hala společnosti Milacron, ta se věnuje práci s plasty. Celkem zaměstná 250 zaměstnanců z regionu.
| Rok            | 1869 | 1880 | 1890 | 1900 | 1910 | 1921 | 1930 | 1950 | 1961 | 1970 | 1980 | 1991 | 2001 | 2011 |
| -------------- | ---- | ---- | ---- | ---- | ---- | ---- | ---- | ---- | ---- | ---- | ---- | ---- | ---- | ---- |
| Počet obyvatel | 340  | 355  | 325  | 310  | 346  | 366  | 371  | 296  | 299  | 284  | 242  | 200  | 172  | 168  |